# Припудренная плетевидка
Припудренная плетевидка (лат. Ahaetulla pulverulenta) — вид заднебороздчатых змей из семейства ужеобразных (Colubridae).

## Описание
Общая длина достигает 80—130 см, самки крупнее самцов. Тело длинное и очень тонкое, хвост длинный, цепкий, округлый в сечении. Продольного углубления вдоль позвоночника, которое есть у других представителей рода (например, A. nasuta) нет. Шейный перехват хорошо выражен, голова длинная, область кпереди от глаза вогнутая, что увеличивает поле зрения. Зрачок горизонтальный. Нос заканчивается кожным выростом, ещё более выраженным, чем у A. nasuta.

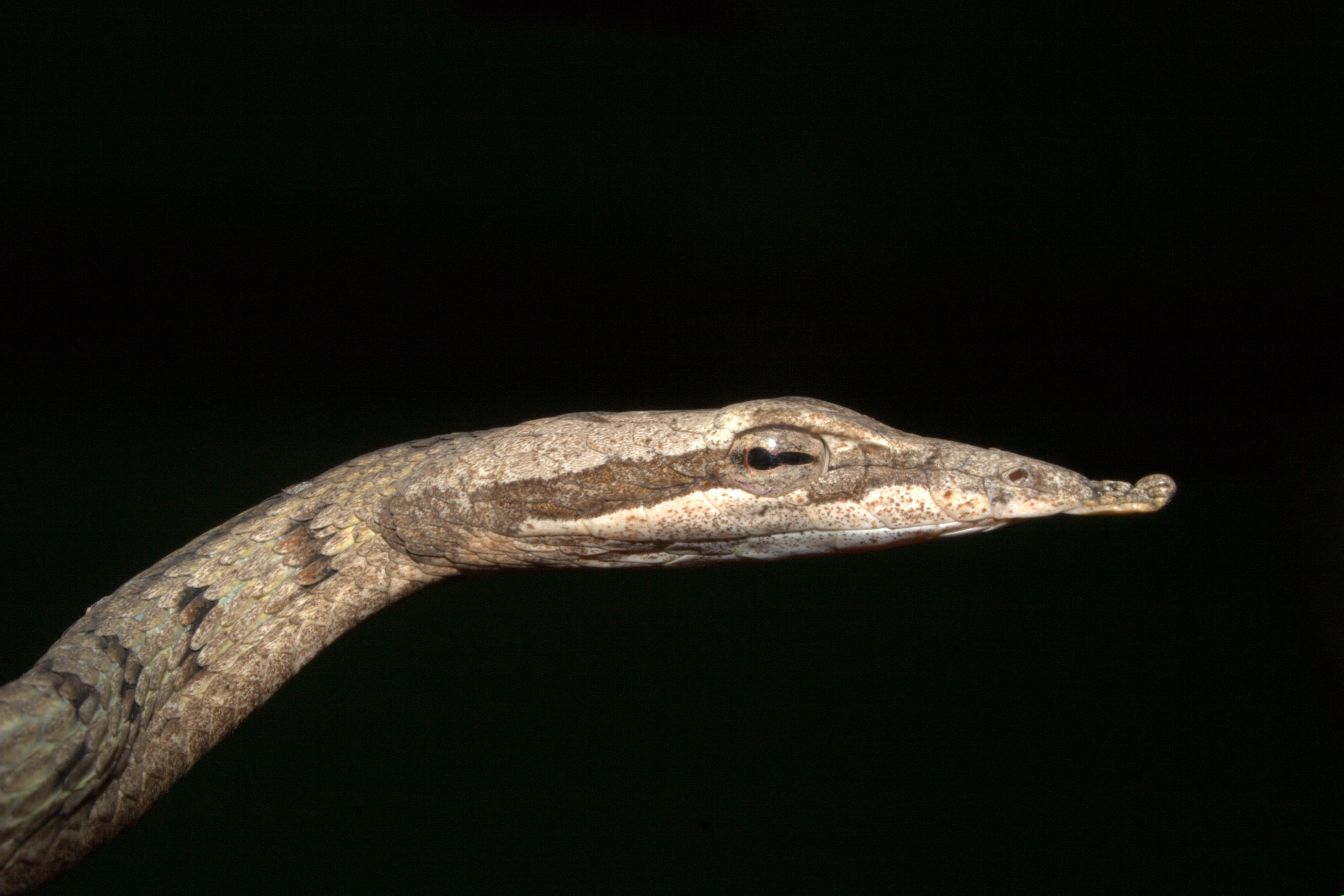
Голова припудренной плетевидки

Спинная сторона тела серо-коричневая, кажущаяся запыленной, с коричневым крапом и черно-коричневыми поперечными пятнами большего размера. На лбу хорошо выраженное черно-коричневое ромбовидное пятно. По краям головы через глаз проходит темная полоса. Язык окрашен в цвет туловища — пыльно-серый с бурым. Брюхо красноватое, светло-коричневое или серое.

## Распространение
Обитает в Индии, на острове Шри-Ланке и в Бангладеш. Припудренная плетевидка населяет вечнозеленые и полувечнозеленые тропические леса, а также сухие тропические лиственные леса на равнинах и холмах. Нередка возле человеческого жилья.

## Образ жизни
Дневное животное, обитает на небольших и среднего размера кустарниках. Также может быть найдена на деревьях и изредка на земле. При поимке часто кусается. Как и все представители рода, обладает слабым ядом. Яд может вызвать образование отека, который проходит в течение нескольких дней.

## Питание
Основу рациона этой змеи составляют ящерицы, лягушки, птицы и насекомые.

## Размножение
Яйцеживородящий вид, самка приносит 6—12 детенышей длиной 25—30 см. Детеныши рождаются в августе-сентябре.